# Доњи Комнинио
Доњи Комнинио (грч. Κάτω Κομνήνειο, Като Комнинио) је насељено место у општини Бер у периферији Средишња Македонија, Грчка. Према попису из 2021. године било је 24 становника.
Доњи Комнинио је новоосновано насеље у атару села Комнинио, које се први пут спомиње на попису из 1991 година, када је имало 30 становника. Њега су подигли мештани села Комнинио и назвали га Доњи Комнинио, јер се налази на нижој надморској висини.